# John Phillip Law

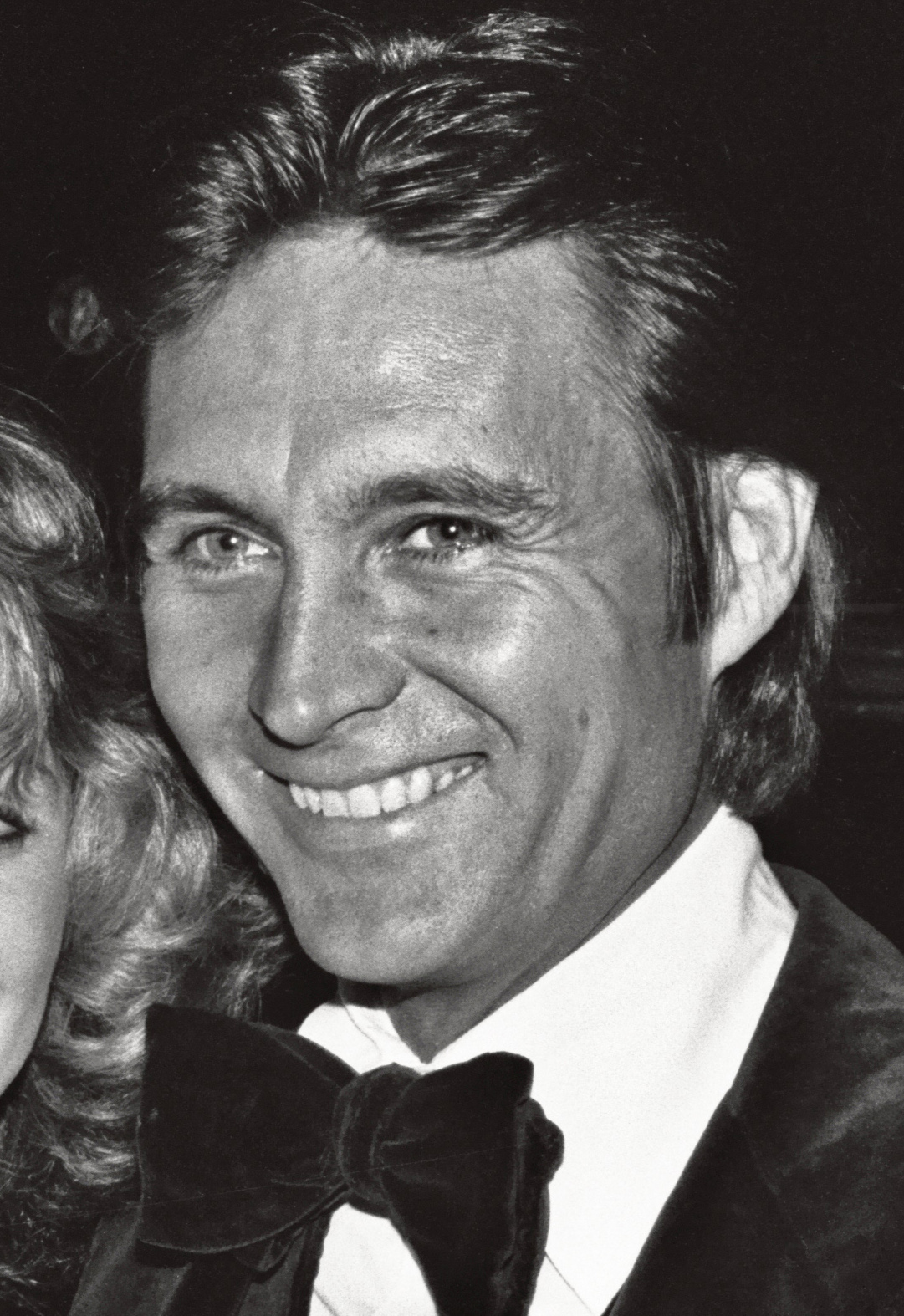
John Phillip Law (1979)

John Phillip Law (* 7. September 1937 in Hollywood; † 13. Mai 2008 in Los Angeles) war ein US-amerikanischer Filmschauspieler.

## Leben

### Anfänge in Italien
Als Sohn eines Polizisten und einer Theaterschauspielerin entschied sich John Phillip Law für den Beruf seiner Mutter, Phyllis Eva Mae Sallee (1909–1994), die am Broadway Karriere gemacht hatte. Erste Bühnen- und Filmerfahrungen sammelte er in den 1950er Jahren als Statist. Nach seinem Schulabschluss zog er 1960 nach New York, wo er die Schauspielschule des Neighborhood Playhouse besuchte und 1962 eine erste Nebenrolle in Garson Kanins Broadway-Komödie Come on Strong (im Morosco Theatre) über eine Schauspielerin und ihren Liebhaber, einem Fotografen, übernahm. Die Produktion wurde nach nur 36 Vorstellungen abgesetzt. Er studierte anschließend bei Elia Kazan und zog nach Italien, wo er in mehreren Filmen unter der Regie von Franco Rossi besetzt war: Zunächst in Smog (1962), in dem ein italienischer Tourist 24 Stunden in Los Angeles auf sein Visum warten muss, 1964 im ersten Teil (Scandaloso) der vierteiligen Episoden-Komödie Alta Fedeltà (High Fidelity) sowie in Tre Notti d’Amore (ebenfalls 1964).

### Männliches Sexsymbol der 1960er Jahre
Einen der Rossi-Filme sah der Regisseur Norman Jewison, der Law daraufhin für den idealen Darsteller eines verführerisch gut gebauten, liebeskranken russischen Matrosen in der Polit-Satire Die Russen kommen! Die Russen kommen! hielt. In dem Film läuft ein sowjetisches U-Boot vor Neuengland auf Grund, woraufhin die Mannschaft die wohl geordnete, kleinbürgerliche Welt der Küstenbewohner durcheinander bringt. Law, der neben Englisch und Italienisch auch fließend Spanisch, Französisch und Deutsch sprach, bekam für seinen Auftritt an der Seite von Carl Reiner und Alan Arkin 1966 eine Nominierung für den Golden Globe Award als bester Nachwuchsdarsteller. Daraufhin spielte er neben Lee van Cleef die Hauptrolle in dem Italowestern Von Mann zu Mann, wo seine „minimalistische“ Gestik und sein kaum bewegter Gesichtsausdruck besonders gut zum Charakter des von ihm dargestellten kalten Rächers passten.
Wenig Erfolg hatte Law in zwei Filmen von Otto Preminger, dem Südstaaten-Drama Morgen ist ein neuer Tag (1967) mit Jane Fonda und Michael Caine sowie der Hippie- und LSD-Satire Skidoo (1968), in der er sich an der Seite von so prominenten Kollegen wie Groucho Marx und Peter Lawford mit der Rolle des Aussteigers Stash schwer tat: Als Hippie war sein Bruder Tom Law im wahren Leben glaubwürdiger – dieser war damals Manager der Band Peter, Paul and Mary und vermietete gemeinsam mit John Phillip Zimmer an spätere Pop- und Kunstgrößen wie Bob Dylan und Andy Warhol. Toms Ehefrau Lisa Law veröffentlichte darüber den Fotoband Flashing on the Sixties.
Auf die Rolle des wortkargen Soldaten Tom Swanson in Der Sergeant (1968) war Law besonders stolz: In dem Film wird er von seinem homosexuellen Vorgesetzten, einem hoch dekorierten, strengen Feldwebel (Rod Steiger) erotisch bedrängt und muss sich dieser Avancen erwehren. Ebenfalls sexuell begehrenswert erschien er als Superschurke in dem psychodelischen Krimi Gefahr: Diabolik!, wo er vorzugsweise in hautengen Goldlamé- und Lederkostümen vor der Kamera stand. Eine Szene, in der er unter einer Decke aus Dollar-Noten mit seiner aufreizenden Assistentin schlief, genießt bis heute Kultstatus. Für die Hauptrolle war lange Zeit der französische Beau Alain Delon im Gespräch gewesen, bevor sie Produzent Dino De Laurentiis an Law vergab. Einmal mehr war dessen notorische Ausdruckslosigkeit in diesem Fall seine Stärke. In einem Interview sagte Law einmal, je absurder seine Rollen, desto mehr habe er sich dafür begeistert. Kritiker wiederum schrieben, an Laws Filmen sei vor allem interessant, ob und welche Kleidung er getragen habe.
Groß gewachsen, gutaussehend und mit seinen stahlblauen Augen wurde Law in den 1960er Jahren auch außerhalb der Kinobranche schnell ein männlicher Erotik-Star. In Hugh Hefners Playboy Mansion war er regelmäßiger VIP-Gast.

### Auftritt inBarbarella
Seine wohl bekannteste Rolle, die für seine ganze Karriere kennzeichnend und stilprägend war, hatte Law an der Seite von Jane Fonda in der Science-Fiction-Satire Barbarella von Roger Vadim (1968) nach einer damals vor allem in Italien erfolgreichen Comic-Serie. Law war als blinder, reiner Engel Pygar zu sehen, der über die gesamte Filmlänge nur eine kurze mit Federn besetzte Hose und imposante weiße Flügel trug. Kritiker nannten den Schauspieler daraufhin einen „feathered fruitcake“ (dt. „gefiederte Leckerei“). Vadim und Jane Fonda hielten Law ebenfalls für einen „echten Augenschmaus“.
Auch Fonda, damals Vadims Ehefrau, war als „liebeshungrige“ Astronautin überwiegend spärlich bekleidet. Der Film wurde Kult und gilt bis heute vor allem wegen seiner Ausstattung als Inbegriff des Designs und des Lebensgefühls der späten 1960er Jahre. Als Pygar erweckt Law in der Titelfigur Barbarella sexuelles Begehren, ein Trieb, der im „41. Jahrhundert“ längst vergessen ist und durch die Einnahme von Tabletten ersetzt wird. Alle Spielarten der Sexualität, von der lesbischen Liebe über Sadomasochismus bis zur „Sex-Maschine“, einer Art Liebesorgel, werden in Barbarella ausführlich abgehandelt.

### Weitere Rollen

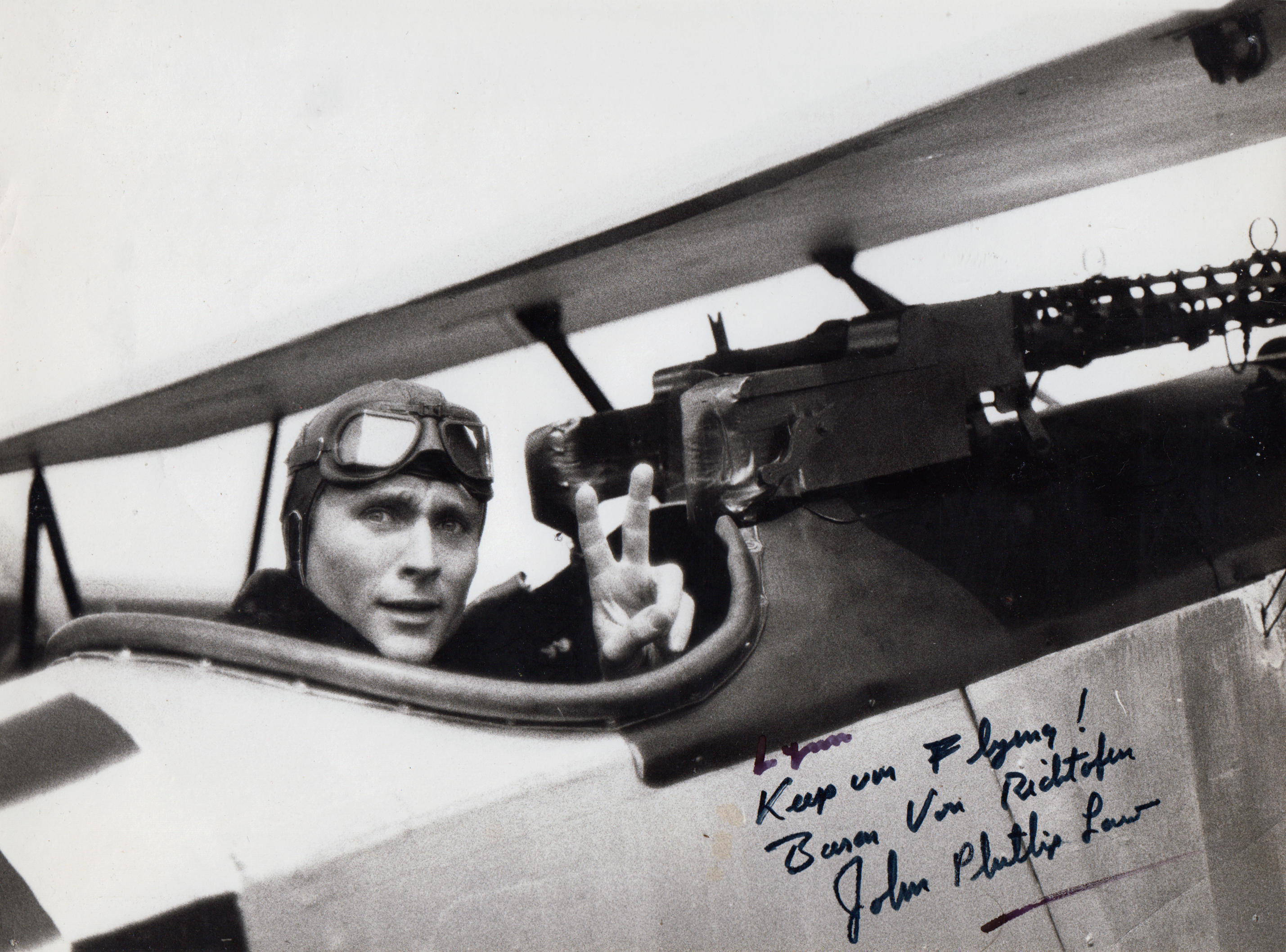
Law als „Roter Baron“ (1970)

In Love Machine (1971) hatte Law als mächtiger und äußerlich unwiderstehlicher Fernsehboss gleichermaßen erotische Anziehungskraft auf eine ganze Reihe schöner Frauen sowie auf einen homosexuellen Fotografen (David Hemmings). Eine weitere Rolle war die des „Roten Baron“ Manfred von Richthofen in Roger Cormans Film Manfred von Richthofen – Der Rote Baron aus dem Jahr 1971. 1973 folgte der Fantasy-Abenteuerfilm Sindbads gefährliche Abenteuer, in dem er die Titelrolle übernahm.
In den folgenden Jahren spielte er vor allem im europäischen Raum, vorzugsweise in italienischen B-Filmen, hatte zwischendurch aber auch immer wieder in den Vereinigten Staaten kleinere und mittlere Rollen in Film- und Fernsehproduktionen. Dabei konnte er weder künstlerisch noch hinsichtlich der Bedeutung seiner Rollen an frühere Zeiten anknüpfen. Im Jahr 2005 übernahm er eine Gastrolle in der österreichischen Krimiserie SOKO Kitzbühel. Insgesamt ist Law nach eigener Aussage in rund 50 Filmen in 24 Ländern aufgetreten.
Law war mit der Schauspielerin Shawn Ryan verheiratet, mit der er eine Tochter hatte, Dawn. Er starb 2008 an einem Pankreastumor in seinem Haus in Los Angeles.

## Filmografie (Auswahl)
- 1964: Drei Liebesnächte (Tre notti d’amore)
- 1966: Die Russen kommen! Die Russen kommen! (The Russians Are Coming, the Russians Are Coming)
- 1967: Morgen ist ein neuer Tag (Hurry Sundown)
- 1967: Von Mann zu Mann (Da uomo a uomo )
- 1968: Barbarella
- 1968: Gefahr: Diabolik! (Diabolik)
- 1968: Skidoo
- 1969: Die Freundin war immer dabei (Certo certissimo anzi … probabile)
- 1969: Herrscher der Insel (The Hawaiians)
- 1970: Der Kurier des Zaren (Strogoff)
- 1970: Die Liebesmaschine (The Love Machine)
- 1971: The Last Movie
- 1971: Manfred von Richthofen – Der Rote Baron (The Red Baron)
- 1973: Sindbads gefährliche Abenteuer (The Golden Voyage of Sinbad)
- 1974: Open Season – Jagdzeit (Open Season)
- 1974: Das Geheimnis der Wendeltreppe (The Spiral Staircase)
- 1975: Die Öl-Piraten (Docteur Justice)
- 1976: Treffpunkt Todesbrücke (Cassandra Crossing)
- 1976: Die Wölfin vom Teufelsmoor
- 1977: Auf der Fährte des Tigers (Target of an Assassin)
- 1978: Der Schimmelreiter
- 1981: Tarzan – Herr des Urwalds (Tarzan, the Ape Man)
- 1982: Die grünen Teufel vom Mekong (Attack Force Z)
- 1984: Danger – Keine Zeit zum Sterben
- 1984: Jäger der Apokalypse II – Zurück ins Inferno (Hitman)
- 1985: Mord ist ihr Hobby (Murder, She Wrote) (Fernsehserie, eine Folge)
- 1986: Johann Strauß – Der König ohne Krone
- 1986: Night Train to Terror (Night Train to Terror)
- 1987: Blood Moon (Moon in Scorpio)
- 1987: Overthrow (Colpo di stato)
- 1987: Striker (Striker)
- 1988: Blood Delirium (Delirio di sangue)
- 1988: Runaway Flight (A Case of Honour)
- 1988: Space Mutiny
- 1988: Thunder 3 (Thunder 3)
- 1989: Alienator – Der Vollstrecker aus dem All (Alienator)
- 1989: Cold Heat (Cold Heat)
- 1989: Eine große Liebesgeschichte (Una grande storia d’amore)
- 1996: Wild Games in Hollywood (Hindsight)
- 1997: Ein Geist auf vier Pfoten (My Ghost Dog)
- 1999: Wanted
- 2004: Die 3 Gesichter des Terrors (I tre volti del terrore)
- 2005: SOKO Kitzbühel: Feindliche Übernahme (Fernsehserie, eine Folge)

## Auszeichnungen
- 1967: Golden-Globe-Nominierung in der Kategorie Bester Nachwuchsdarsteller für diverse Rollen
- 1967: Laurel Award: Fünfter Platz bei der Wahl zum besten Nachwuchsdarsteller